# Tiberiansk hebreiska

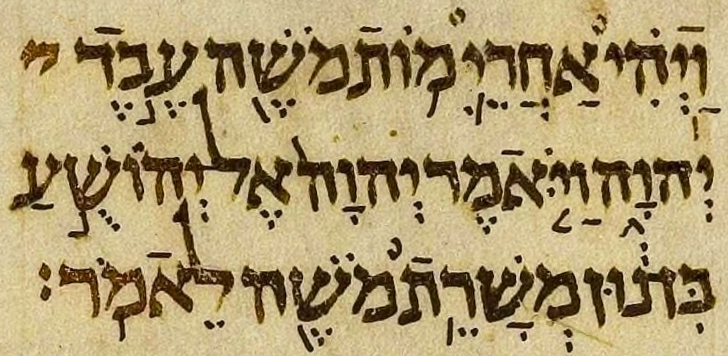
Kodex Aleppo (Josua 1:1).

Tiberiansk hebreiska är en muntlig dialekt av den mycket gamla hebreiska som förekommer rikligt i Tanak (Gamla Testamentet).